# Brighton (Tasmania)
Brighton è una città della Tasmania, in Australia; essa si trova 25 chilometri a nord di Hobart ed è la sede della Municipalità di Brighton. Al censimento del 2006 contava 3.145 abitanti.